# Santo Isidoro (Marco de Canaveses)
Santo Isidoro is een plaats (freguesia) in de Portugese gemeente Marco de Canaveses en telt 1590 inwoners (2001).

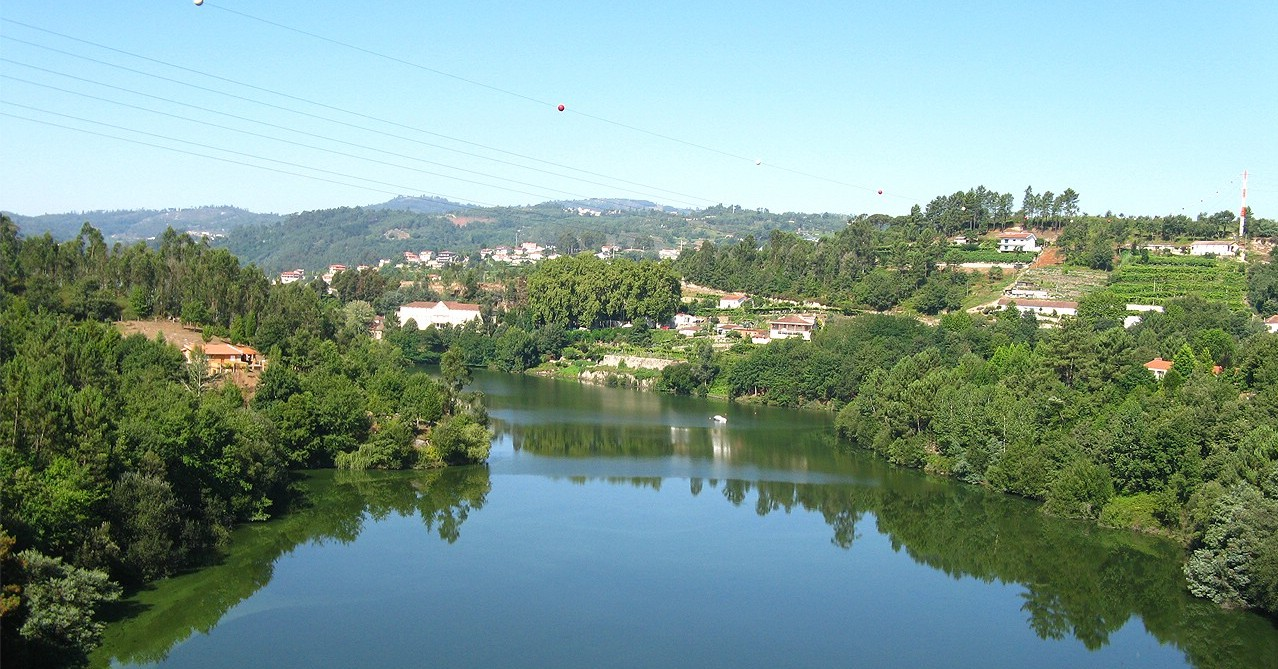